# Rudolf Mekiska
Rudolf Mekiska (geboren am 24. Juli 1904 in Wien; zu Tode gekommen am 1. März 1945 im KZ Bergen-Belsen) war ein österreichischer Chauffeur und Widerstandskämpfer gegen das NS-Regime. Er wurde gemeinsam mit seiner Frau, später auch seiner Schwägerin, von der Gestapo Wien verhaftet, verhört und ins Konzentrationslager deportiert. Mekiska und seine Schwägerin starben im KZ.

## Leben
Rosa und Rudolf Mekiska beherbergten einen Fallschirmspringer. Beide wurden am 4. Jänner 1944 von der Gestapo Wien erkennungsdienstlich erfasst. Rudolf Mekiska war danach in den KZ Flossenbürg und Bergen-Belsen inhaftiert. Am 1. März 1945 kam er in Bergen-Belsen zu Tode.
Seine Frau Rosa Mekiska (geboren am 21. August 1898) wurde im Juni 1944 in das KZ Ravensbrück überstellt und blieb dort bis Ende April 1945 in Haft. Deren Schwester, die Küchengehilfin Margarethe Snitily (21. Mai 1902 – 17. Oktober 1944), wurde eine Woche später verhaftet, ebenfalls verhört und ins KZ Ravensbrück deportiert, wo sie bereits im Oktober desselben Jahres ums Leben gebracht wurde.
Die Vorwürfe gegen die Mekiskas und Snitily lauteten auf Feindbegünstigung, namentlich die Unterstützung von Fallschirmspringern, die von der Sowjetunion abgesetzt wurden.

## Gedenken

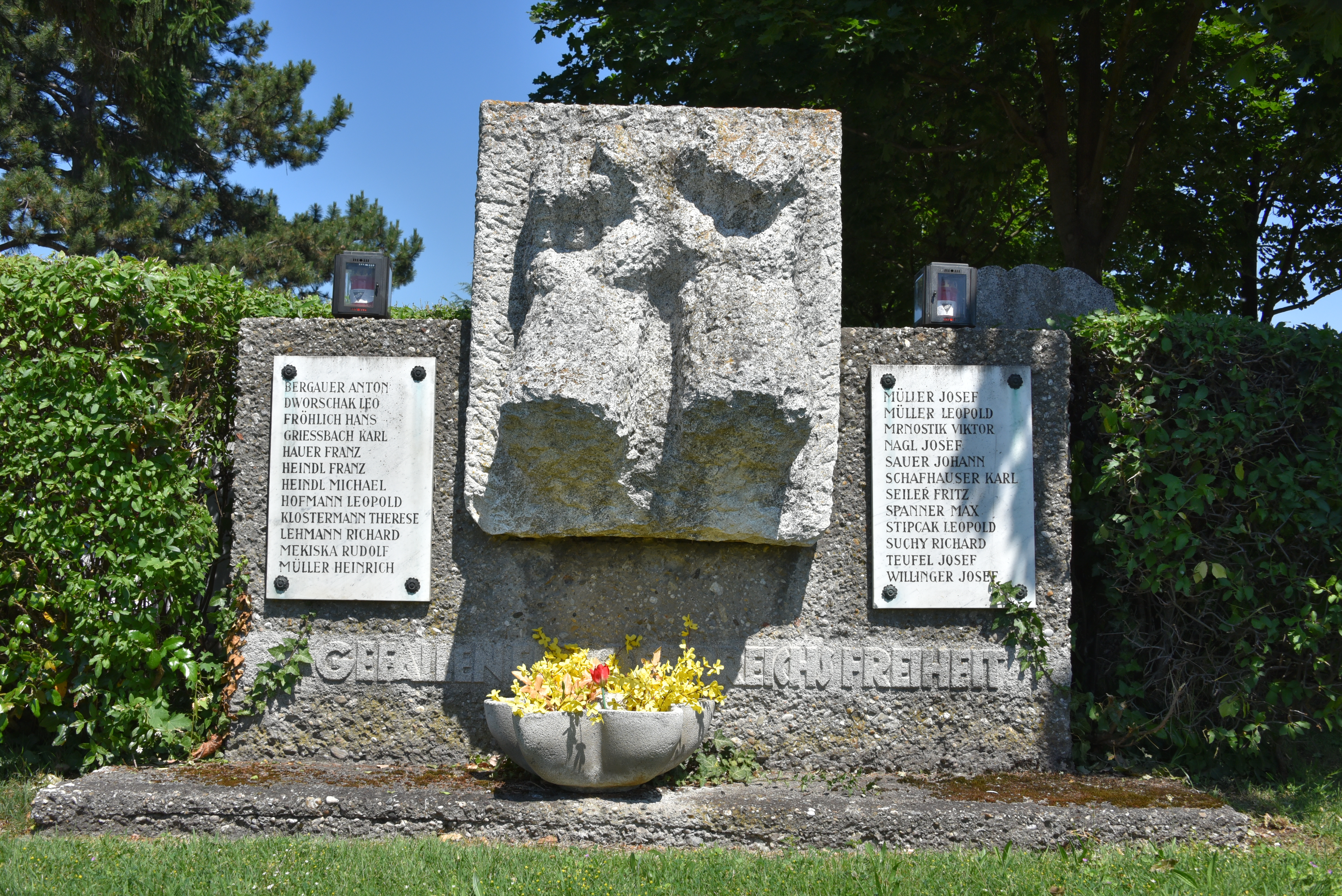
Freiheitskämpferdenkmal am Atzgersdorfer Friedhof, errichtet 1954

- Am 1. November 1954 wurde auf dem Atzgersdorfer Friedhof das Freiheitskämpfer-Denkmal enthüllt, gestaltet vom Bildhauer Franz Pixner. Es erinnert an insgesamt 24 Widerstandskämpfer, die dem Austrofaschismus bzw. dem NS-Regime ihr Leben lassen mussten: Anton Bergauer, Leo Dworschak, Hans Fröhlich, Karl Griesbach, Franz Hauer, Franz und Michael Heindl, Leopold Hofmann, Therese Klostermann, Richard Lehmann, Rudolf Mekiska, Viktor Mrnustik, Heinrich Müller, Josef Müller, Leopold Müller, Josef Nagl, Johann Sauer, Karl Schafhauser, Fritz Seiler, Max Spanner, Leopold Stípčak, Richard Suchy, Johann Teufel und Josef Willinger.[3]